# Otome sensō
„Otome sensō” (jap. Z女戦争) – ósmy singel japońskiego zespołu Momoiro Clover Z, wydany w Japonii przez Starchild 27 czerwca 2012 roku. Singel został wydany w czterech edycjach: dwóch regularnych i dwóch limitowanych.
Singel osiągnął 3 pozycję w rankingu Oricon i pozostał na liście przez 45 tygodnie, sprzedał się w nakładzie 116 425 egzemplarzy. Utwór Mite Mite☆Kocchicchi został użyty jako ending anime Pokémon Best Wishes!. Zdobył status złotej płyty za sprzedaż detaliczną i dystrybucję PC.

## Lista utworów
| CD (wer. regularna 1 i 2)  |                                                                   |                             |                             |                             |      |
| Nr                         | Tytuł                                                             | Słowa                       | Kompozycja                  | Aranżacja                   | Czas |
| 1.                         | "Otome sensō" (jap. Z女戦争)                                      | Etsuko Yakushimaru          | Etsuko Yakushimaru          | Kenji Kondō                 | 6:55 |
| 2.                         | "PUSH"                                                            | Yōji Kubota                 | Tomotaka Ōsumi              | Yukari Hashimoto            | 4:34 |
| 3.                         | "Mite Mite☆Kocchicchi" (jap. みてみて☆こっちっち)                 | Akihito Toda                | Hirokazu Tanaka             | Hirokazu Tanaka             | 3:52 |
| 4.                         | "Otome sensō" (jap. Z女戦争) (off vocal ver)                      |                             | Etsuko Yakushimaru          | Kenji Kondō                 | 6:55 |
| 5.                         | "PUSH" (off vocal ver)                                            |                             | Tomotaka Ōsumi              | Yukari Hashimoto            | 4:34 |
| 6.                         | "Mite Mite☆Kocchicchi" (jap. みてみて☆こっちっち) (off vocal ver) |                             | Hirokazu Tanaka             | Hirokazu Tanaka             | 3:52 |
| CD (wer. limitowana A i B) |                                                                   |                             |                             |                             |      |
| Nr                         | Tytuł                                                             | Słowa                       | Kompozycja                  | Aranżacja                   | Czas |
| 1.                         | "Otome sensō" (jap. Z女戦争)                                      | Etsuko Yakushimaru          | Etsuko Yakushimaru          | Kenji Kondō                 | 6:55 |
| 2.                         | "PUSH"                                                            | Yōji Kubota                 | Tomotaka Ōsumi              | Yukari Hashimoto            | 4:34 |
| 3.                         | "Otome sensō" (jap. Z女戦争) (off vocal ver)                      |                             | Etsuko Yakushimaru          | Kenji Kondō                 | 6:55 |
| 4.                         | "PUSH" (off vocal ver)                                            |                             | Tomotaka Ōsumi              | Yukari Hashimoto            | 4:34 |
| DVD (wer. limitowana A)    |                                                                   |                             |                             |                             |      |
| Nr                         | Tytuł                                                             | Tytuł                       | Tytuł                       | Tytuł                       | Czas |
| 1.                         | "Otome sensō" (Music video)                                       | "Otome sensō" (Music video) | "Otome sensō" (Music video) | "Otome sensō" (Music video) |      |
| DVD (wer. limitowana B)    |                                                                   |                             |                             |                             |      |
| Nr                         | Tytuł                                                             | Tytuł                       | Tytuł                       | Tytuł                       | Czas |
| 1.                         | "PUSH" (Music video)                                              | "PUSH" (Music video)        | "PUSH" (Music video)        | "PUSH" (Music video)        |      |

## Notowania
| Lista                                          | Pozycja |
| ---------------------------------------------- | ------- |
| Oricon Daily Singles Chart                     | 3       |
| Oricon Weekly Singles Chart                    | 3       |
| Oricon Monthly Singles Chart                   | 9       |
| Oricon Yearly Singles Chart                    | 76      |
| Billboard Japan Hot 100                        | 3       |
| Billboard Japan Hot Singles Sales              | 3       |
| Billboard Japan Hot Top Airplay                | 12      |
| Billboard Japan Hot Adult Contemporary Airplay | 39      |